# Tam Kỳ
Tam Kỳ è una città del Vietnam, capoluogo della provincia di Quang Nam. Si trova sulla ferrovia nord-sud che la collega a tutti i principali centri costieri del paese e alla capitale Hanoi.

## Storia
La città venne fondata nel 1906 sotto la dinastia Nguyễn come centro amministrativo locale Durante la guerra del Vietnam fu sede di una importante base militare statunitense, venendo poi catturata dalle forze nordvietnamite il 24 marzo 1975. 
Nel 1997 è diventata capoluogo della provincia.